# Osaka Resort City 200

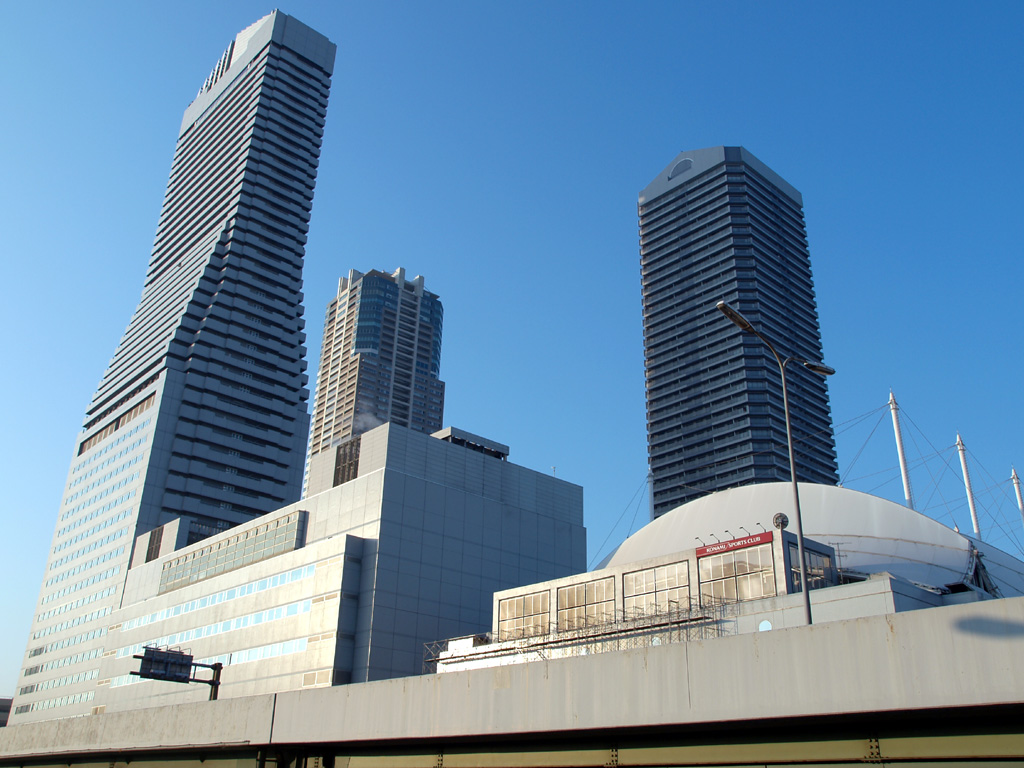
Vista exterior

Osaka Resort City 200 (ORC 200) é um complexo arquitectónico no bairro de Minato-ku, em Osaka, Japão. Concluído em Março de 1993, consiste em quatro blocos, incluindo a torre da baía de Osaka, cuja altura em metros é referenciada no nome do complexo.

## Visão geral
A ORC 200 é um complexo de uso misto com moradias, escritórios, hotéis, lojas e outras instalações. Cerca de 22 687 metros quadrados de área total de 30 123 metros quadrados são ocupados pela torre da baía de Osaka, a Torre Prio, e alguns outros edifícios. Todos eles estão conectados uns aos outros por um sistema de caminhos pedestres, e cercam um átrio localizado no centro. O primeiro, um arranha-céus com 200 metros de altura, abriga o Mitsui Urban Hotel, enquanto o último, mais curto (167 metros de altura), é um edifício dedicado ao uso residencial. Vários andares de ambos os edifícios são destinados para escritórios. Os dois blocos restantes incluem uma estação de rádio, uma sala musical, um clube desportivo, restaurantes e lojas. As instalações de lazer contam com uma das maiores piscinas cobertas do Japão. A área de piso total do complexo ORC 200 é de cerca de 252 778 metros quadrados.
Desenvolvido pela Shimizu Corporation, de acordo com o design da Yasui Architects & Engineers, Inc., era parte de um Programa de Confiança de Terra em Osaka. A construção do complexo custou 83 biliões de ienes. Em Agosto de 2006, a torre X-Tower Osaka Bay, com 200 metros de altura, foi construída perto da ORC 200.
A Osaka Resort City 200 foi assunto de uma série de acções judiciais. Em Março de 2001, o Tribunal Distrital de Osaka ordenou à cidade de Osaka que pagasse 63,7 biliões de ienes aos bancos a quem o complexo foi confiado e que sofreram perdas financeiras devido à explosão da bolha económica e subsequentes reduções de aluguer, incluindo o Resona Bank, Sumitomo Mitsui Trust Bank, e o Banco de Tóquio-Mitsubishi UFJ. A cidade apelou para o tribunal e nenhum consenso foi alcançado até Março de 2013, quando a própria concordou em pagar aos bancos uma compensação de 64,5 biliões de ienes.